# LG 뷰티 스냅
LG 뷰티 스냅(LG Viewty Snap, LG GM360)는 LG전자가 2010년에 출시한 휴대 전화기이다.